# Jan-Erik Lane
Pour les articles homonymes, voir Lane.
Jan-Erik Lane, né en 1946 à Göteborg, est un politologue suédois.

## Enseignements
Jan-Erik Lane a été professeur ordinaire dans trois universités et professeur invité dans plusieurs autres universités. Il enseigne maintenant à Belgrade auprès de la Public Policy Institute[réf. nécessaire].

## Contributions académiques
Jan-Erik Lane, professeur honoraire a l'université de Genève, a participé à la gestion de plusieurs revues académiques et a publié près de 500 livres et articles sur plusieurs sujets. Il travaille pendant un temps pour les Nations unies. Sa discipline principale est les sciences sociales et comparées mais il s'intéresse aussi à la théorie politique et à l'analyse des politiques publiques.
En 1996 et en 2009, la Fondation Alexander von Humboldt lui remet le Prix Humboldt.